# Do You Believe in Shame?
Singles de Duran Duran
All She Wants Is
(1988) Burning the Ground
(1989)
Do You Believe in Shame? est une chanson du groupe Duran Duran, sortie en single en 1989. C'est le troisième extrait de leur 5e album studio, Big Thing, sorti en 1988. Comme sur la pochette de Big Thing, le nom du groupe est ici écrit « Duranduran ».

## Historique
La chanson est dédiée à la mémoire de trois proches du groupe décédés : le producteur Alex Sadkin, l'artiste Andy Warhol et David Miles (un ami d'enfance de Simon Le Bon). Ce dernier révèlera plus tard que Do You Believe in Shame? sera le premier morceau d'une trilogie consacrée à son ami, avec Ordinary World (1992) et Out of My Mind (1997).

## Clip
Le clip est réalisé par le cinéaste chinois Chen Kaige (futur réalisateur du long métrage Adieu ma concubine, 1993). Le tournage a eu lieu à New York. Il voit évoluer les trois membres du groupe dans trois histoires différentes. On peut apercevoir le Roosevelt Island Tramway.
À la fin du clip, les trois membres de Duran Duran se retrouvent dans un appartement dans lequel des dominos chutent et dessinent un point d'interrogation, comme sur la pochette du single.

## Liste des titres et différents formats
| EMI (DDA 12, avec Simon Le Bon sur la pochette) 1. Do You Believe in Shame? – 4:23 2. The Krush Brothers LSD Edit – 3:30 (alias "Edge Of America") EMI (DDB 12, avec Nick Rhodes sur la pochette) 1. Do You Believe in Shame? – 4:23 2. God (London) – 1:36 3. This Is How a Road Gets Made – 0:47 4. Palomino (Edit) – 3:30 EMI (DDC 12, avec John Taylor sur la pochette) 1. Do You Believe in Shame? – 4:23 2. Drug (It's Just A State Of Mind) (Original version) – 4:18 ("Daniel Abraham Mix") 1. Do You Believe in Shame? – 4:23 2. The Krush Brothers LSD Edit – 3:30 (alias "Edge Of America") 3. Notorious (live) – 4:06 (enregistré en public au Ahoy Rotterdam, le 7 mai 1987) 1. Do You Believe in Shame? – 4:23 2. The Krush Brothers LSD Edit – 3:30 (alias "Edge Of America") | 1. Do You Believe in Shame? – 4:23 2. The Krush Brothers LSD Edit – 3:30 (alias "Edge Of America") 3. Notorious (live) – 4:06 (enregistré en public au Ahoy Rotterdam, le 7 mai 1987) 4. Drug (It's Just A State Of Mind) (Original version) – 4:18 ("Daniel Abraham Mix") 1. Do You Believe in Shame? – 4:25 2. The Krush Brothers LSD Edit – 3:30 (alias "Edge Of America") 3. Notorious (live) – 4:16 (enregistré en public au Ahoy Rotterdam, le 7 mai 1987) 4. God (London) – 1:40 5. This Is How a Road Gets Made – 0:49 - Comme les deux précédents singles de l'album, celui-ci a été édité en CD 3 pouces. - Contient la version censurée de God (London). - Les mêmes titres apparaissent sur un CD 3 pouces édité aux États-Unis (référence C3-44337-2), mais avec God (London) non censurée. 1. Do You Believe in Shame?– 4:25 2. The Krush Brothers LSD Edit – 3:32 (alias "Edge Of America") 3. God (London) – 1:40 4. This Is How a Road Gets Made – 0:49 5. Palomino (Edit) – 3:30 6. Drug (Original version) – 4:18 ("Daniel Abraham Mix") 7. Notorious (live) – 4:16 (enregistré en public au Ahoy Rotterdam, le 7 mai 1987) |

## Classements
| Pays et classement (1989)      | Meilleure position |
| ------------------------------ | ------------------ |
| Italie (FIMI)                  | 14                 |
| Pays-Bas (Nederlandse Top 40)  | 41                 |
| Royaume-Uni (UK Singles Chart) | 30                 |
| États-Unis (Hot 100)           | 72                 |

## Crédits
Duran Duran
- Simon Le Bon : chant principal
- Nick Rhodes : claviers, synthétiseurs
- John Taylor : guitare basse

Autres
- Warren Cuccurullo : guitares
- Sterling Campbell : batterie
- Jonathan Elias : producteur
- Daniel Abraham : producteur, guitare
- Hans Arnold : design de la pochette[1]

## Reprises et utilisation dans la culture populaire
La chanson apparait sur la bande originale du film Tequila Sunrise (1988).
En 2014, Allison Iraheta et son groupe Halo Circus enregistrent une reprise pour la compilation Making Patterns Rhyme: A Tribute to Duran Duran.